# Samotny Zachód
Samotny Zachód (ang. The Lonesome West) – sztuka współczesnego irlandzkiego dramatopisarza Martina McDonagh, jedna z części „Trylogii Leenane”, w której skład wchodzą także Królowa piękności z Leenane oraz Czaszka z Connemary. Wszystkie trzy dzieła opisują szokujące i pełne przemocy wydarzenia z Leenane, miasta położonego w zachodniej Irlandii. 
Samotny Zachód przedstawia losy braci, Colemana i Valene'a, których ojciec niedawno zginął w „wypadku” z bronią. Bracia wciąż się ze sobą kłócą i jedynie ojciec Welsh, miejscowy proboszcz, alkoholik, bezskutecznie stara się poprawić relacje między nimi.
Premiera sztuki miała miejsce 10 czerwca 1997 roku w The Town Hall Theatre w Galway, a wystawiona została przez irlandzki zespół teatralny The Druid Theatre Company we współpracy z londyńskim Royal Court Theatre. 27 kwietnia 1999 roku ich przedstawienie po raz pierwszy zaprezentowano na nowojorskim Broadwayu.

## Nagrody
- Nagroda Tony dla Najlepszej Sztuki (nominacja)
- Nagroda Alfréda Radoka dla Najlepszej Sztuki
- Nagroda Tony dla Najlepszego Aktora - Patrick Kelly

## Polskie tłumaczenie
Na język polski sztukę tłumaczyła Klaudyna Rozhin. Tłumaczenie to wydano w 2002 roku wraz z dwiema pozostałymi częściami „Trylogii Leenane”: Czaszką z Connemary oraz Królową piękności z Leenane.
Polska premiera sceniczna odbyła się 12 maja 2001 roku w Teatrze im. Juliusza Słowackiego w Krakowie pod tytułem Na zachód od Shannon. 